# Ichmoul
Ichmoul là một thị trấn thuộc tỉnh Batna, Algérie. Dân số thời điểm năm 2002 là 9.887 người.